# Juan Comba
Juan Comba García (Jerez de la Frontera, 1852-Madrid, 1924) fue un dibujante, ilustrador, fotógrafo y pintor español.

## Biografía
Nacido en la localidad gaditana de Jerez de la Frontera el 30 de noviembre de 1852, se formó en la Escuela Naval Militar de San Carlos de la Isla de León, luego Escuela de Suboficiales de la Armada. 

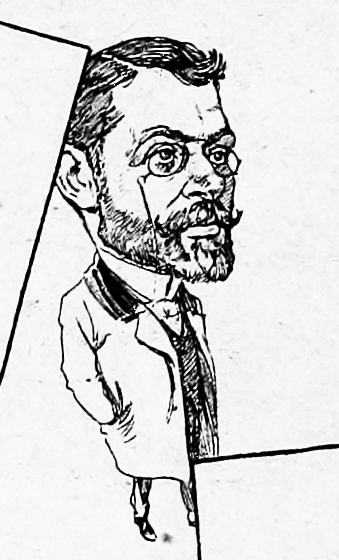
Retratado por Cilla (1892)

Más tarde entró en la Escuela Especial de Pintura, Escultura y Grabado, dependiente de la Real Academia de Bellas Artes de San Fernando, como discípulo de Eduardo Rosales, que le puso en contacto con Abelardo de Carlos, director de La Ilustración Española y Americana, donde Comba publicaría sus ilustraciones desde marzo de 1872 hasta 1907. A lo largo de ese periodo también colaboró en la revista Blanco y Negro. Fue además catedrático de indumentaria en el Conservatorio nacional de Madrid, padre del figurinista Manuel Comba Sigüenza y abuelo del guionista cinematográfico Alfredo Echegaray Comba.
Acompañó al rey Alfonso XII a todos los viajes que realizó por España, así como a la gira por Centroeuropa, por lo que la Casa Real lo distinguió con honores y cargos oficiales. Sus 683 informaciones gráficas, de las cuales sólo 15 son fotografías, así como sus cuadros, son testimonio de las transformaciones que se produjeron en España en aquel periodo, ganándose el calificativo de «Cronista gráfico de La Restauración». Falleció en Madrid el 19 de junio de 1924.

## Premios y reconocimientos

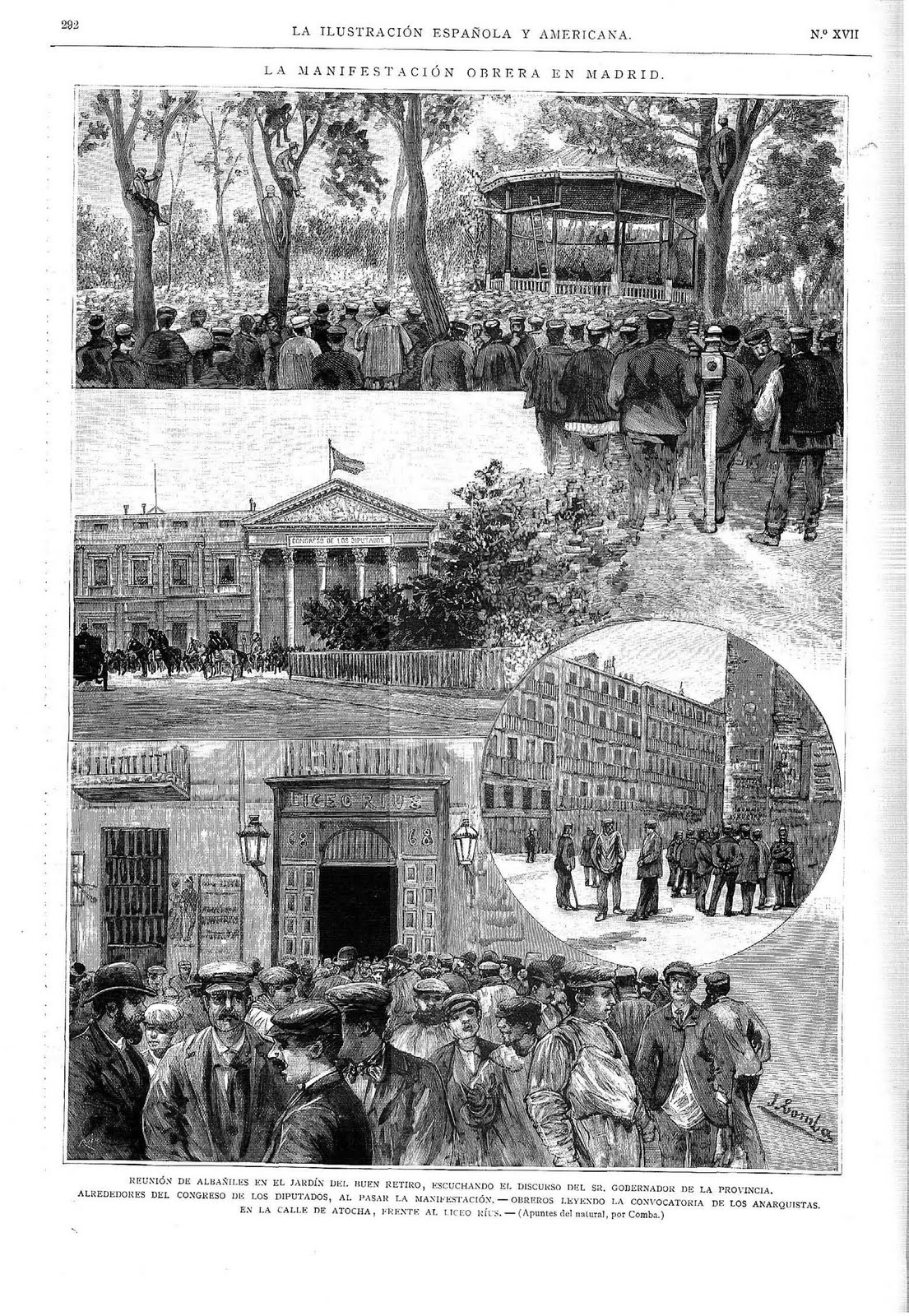
Dibujo de Comba en La Ilustración Española y Americana

En las Exposiciones Nacionales de Bellas Artes de España:
- Tercera medalla en 1895, por la obra La escolta real.
- Tercera medalla en 1899, por la obra El estudio de Rosales.

Una calle en Jerez, su localidad natal, lleva su nombre.